# Diaca
Un diaca (del grec, diakonos i del llatí diaconus 'servidor') és un home que ha rebut el primer grau del sagrament de l'orde sacerdotal per la imposició de les mans del bisbe. Pròpiament els diaques no són sacerdots, no reben el sacerdoci ministerial, tot i pertànyer a l'orde sagrat, segons el catecisme de l'Església Catòlica.
La funció del diaca és assistir i ajudar els bisbes. La seva missió és col·laborar amb el presbiteri diocesà. En aquest sentit serveixen l'altar, proclamen l'evangeli i ajuden els preveres en les funcions pròpies del diaca que els han estat encomanades. Poden exhortar el poble fidel (predicació), poden administrar els sagraments del baptisme i el matrimoni així com repartir la sagrada eucaristia, presidir els funerals i dur a terme els sagramentals establerts en el ritual litúrgic de l'església catòlica. Si es dona el cas, per encàrrec del bisbe poden administrar parròquies i altres serveis. Entre aquests és comú que als diaques se'ls encarregui una delegació pastoral: malalts, presons, mar, catequesi, família, etc.
Els preveres primer són ordenats diaques. Són, per un temps, diaques transitoris (en trànsit cap al presbiterat), per a distingir-los dels diaques en grau permanent. Com els altres graus de l'orde sacerdotal, el diaconat imprimeix caràcter, i és per sempre.
Després del Concili Vaticà II, es va restaurar la pràctica de permetre al diaconat permanent hòmens casats. Qui és ordenat diaca sent fadrí es compromet al celibat permanent. Un diaca casat que ha perdut la seua esposa, no pot tornar a contraure matrimoni, però sí que pot optar a ser prevere.
Els primers diaques van ser ordenats pels apòstols segons el Nou Testament, als Fets dels Apòstols (Ac 6:1-6).
Un dels primers diaques de l'Església va ser el protomàrtir Sant Esteve.

## Diaques Protestants

### Anglicans
En la Comunió anglicana, els diaques treballen sovint directament en el ministeri relacionat amb les obres de misericòrdia corporals, dins i fora de l'Església: l'assistència als pobres, els malalts, els famolencs i els empresonats. A diferència dels diaques ortodoxos i catòlics, que poden contreure matrimoni sol abans de l'ordenació, es permet als diaques anglicans casar-se lliurement tant abans, com després de la seva ordenació (igual que els sacerdots anglicans). La majoria de diaques són persones en preparació per al sacerdoci i són ordenats sacerdots en general al voltant d'un any després de la seva ordenació diaconal (transitoris). No obstant això, hi ha alguns diaques que no reben a posteriori l'ordenació sacerdotal (permanents). Moltes províncies de la Comunió Anglicana ordenen com a diaques tant a homes com a dones.
Els diaques anglicans, en algunes diòcesis, es concedeixen llicències per a solemnitzar el matrimoni i batejar, en general, sota la supervisió del seu rector i del bisbe. Solen oficiar l'adoració eucarística amb exposició del Santíssim Sagrament. Els diaques no poden presidir l'eucaristia (però poden participar del ministeri de l'eucaristia, distribuint les formes ja consagrades), ni poden absoldre els pecats o pronunciar la benedicció trinitària.12
Un diaca anglicà porta vestimenta: dalmática, sobrepellis i estola sobre l'espatlla esquerra. No obstant això, en la litúrgia, els diaques porten en general una estola sobre la seva espatlla esquerra, que es fixa en el costat dret de la seva cintura. Això s'usa tant de sobre el sobrepelliç i l'alba.

### Evangèlics
Al cristianisme evangèlic, els diaques són triats per l'església per la seva fe i qualitats morals. Ajuden al pastor per a les activitats de l'Església. Això pot ser per exemple, gestió financera, supervisió del treball de manteniment, responsabilitat de les accions socials, etc.. És un personatge probe dins de l'organització d'una església cristiana evangèlica.